# سانحه هوایی چارخی ددری ۱۹۹۶
در ۱۲ نوامبر ۱۹۹۶، پرواز ۷۶۳ خطوط هوایی عربستان سعودی، یک بوئینگ ۷۴۷ در مسیر دهلی، هند به ظهران، عربستان سعودی و پرواز ۱۹۰۷ خطوط هوایی قزاقستان، یک ایلیوشین-۷۶ که از چیمکنت، قزاقستان به‌سمت دهلی در حرکت بود، بر فراز روستای چارخی ددری، در فاصلهٔ حدود ۱۰۰ کیلومتر (۶۲ مایل؛ ۵۴ مایل دریایی) غرب دهلی با یکدیگر برخورد کردند. این سانحه منجر به کشته شدن مجموع ۳۴۹ سرنشین هر دو هواپیما شد، که آن را به مرگبارترین برخورد هوایی جهان و مرگبارترین سانحهٔ هوایی در تاریخ هند تبدیل کرد.

## برخورد
در حین پرواز در آسمان نزدیکی دهلی، دُم هواپیمای پرواز قزاقستان، به بال چپ و پایدارکننده افقی پرواز سعودی برخورد کرد. هواپیمای بوئینگ سعودی به‌سرعت کنترل خود را از دست داد و به‌سرعت شروع به حرکت نزولی مارپیچی کرد و بال آن آتش گرفت و در آسمان، دو تکه شد و سرانجام با سرعتی نزدیک به سرعت فراصوت ۱٬۱۳۵ کیلومتر بر ساعت (۶۱۳ گره؛ ۷۰۵ مایل بر ساعت) به زمین برخورد کرد. هواپیمای ایلیوشین اما از نظر ساختاری، دست‌نخورده باقی ماند اما وارد یک زاویهٔ فرود ثابت اما سریع و کنترل‌نشده شد و سقوط کرد. امدادگران، چهار سرنشین را که به‌شدت مجروح شده بودند در ایلیوشین پیدا کردند، اما همهٔ آن‌ها بلافاصله جان باختند. دو مسافر از پرواز عربستان سعودی که هنوز بر رود صندلی‌های خود نشسته بودند، در ابتدا از این سانحه جان سالم به‌در بردند، اما اندکی بعد، بر اثر جراحات داخلی، جان خود را از دست دادند. در نهایت، تمامی ۳۱۲ سرنشین پرواز سعودی و تمامی ۳۷ سرنشین پرواز قزاقستان، کشته شدند.